# Кримінальні справи щодо ЄЕСУ та Міноборони Росії

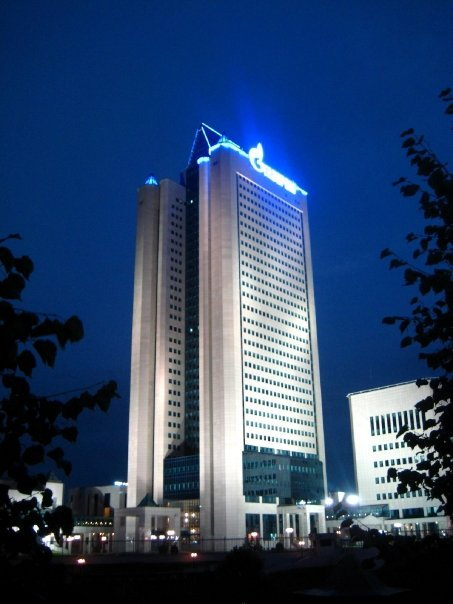
Головний офіс Газпрому, Москва

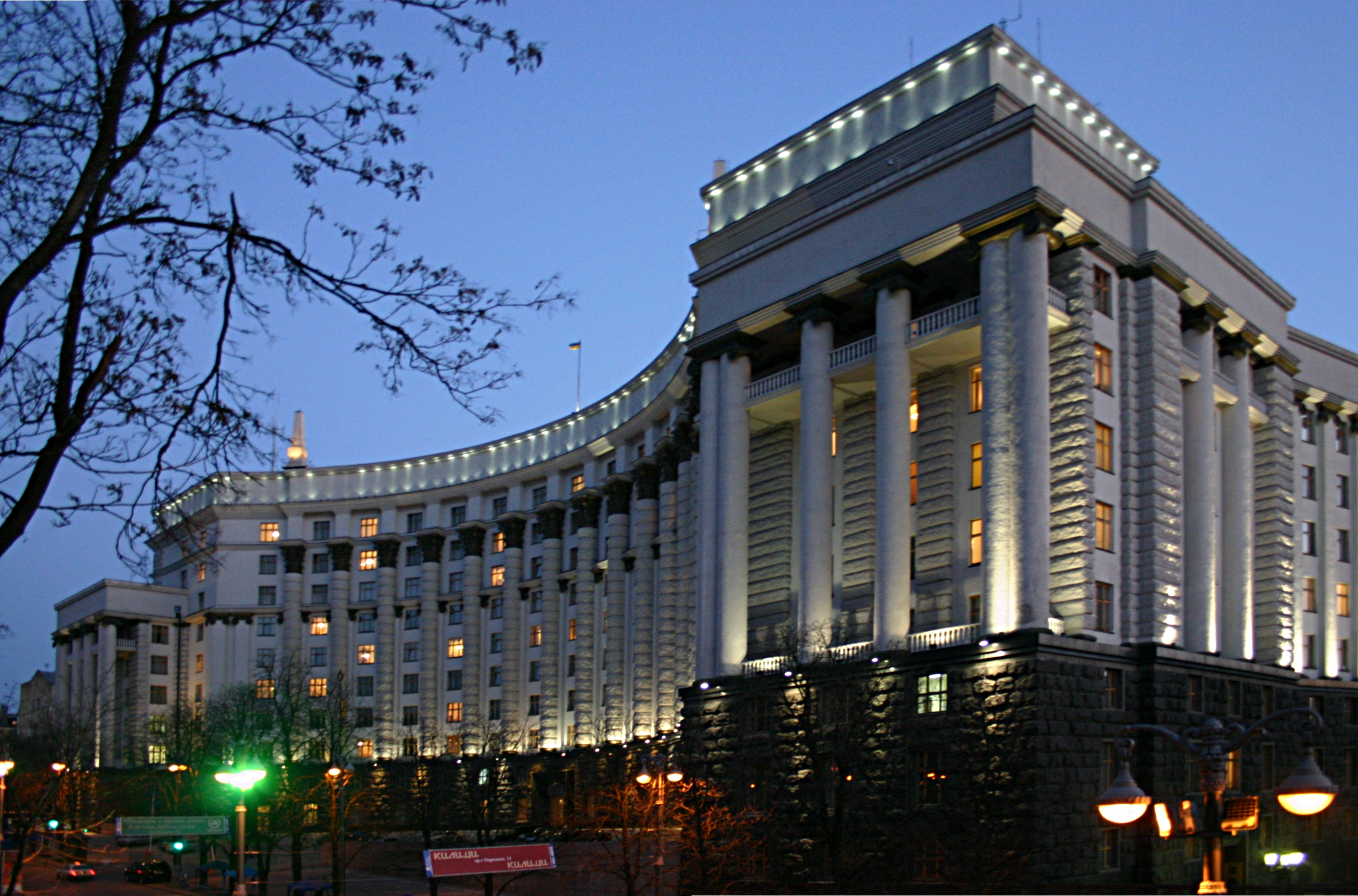
Будинок Кабінету Міністрів України

Кримінальні справи ЄЕСУ і Міноборони Росії — низка резонансних кримінальних справ, які розслідувалися в 2000 — 2003 роках в Росії та Україні; ці справи стосуються договорів (1996—1997 років) між ЄЕСУ і Міноборони Росії «про постачання будматеріалів та меблів» з метою погашення «газових боргів України перед Газпромом».
За вказаними справами в Росії проходили чиновники Міноборони і уряду Росії; в Україні справи було порушено проти керівників ЄЕСУ, зокрема проти екс-прем'єр-міністра Ю. Тимошенко. Засуджений був лише Георгій Олійник (за перевищення службових повноважень), але амністований через три місяця та незабаром реабілітований. Усі інші фігуранти або виправдані судом, або справи по них припинені через «відсутність складу злочину» та «закінчення терміну давності». 12 жовтня 2011 року генпрокуратура України порушила кримінальні справи проти Ю. Тимошенко за «договорами 1996—1997 років між ЄЕСУ і Міноборони Росії».

## Фігуранти справ

### Найвідоміші фігуранти
Найвідомішими фігурантами зазначених справ є: колишній генерал-полковник Георгій Олійник та екс-прем'єр-міністр Юлія Тимошенко. Олійник пробув в ув'язненні (до амністії у цій справі) три місяці, а через рік був повністю реабілітований: «Георгій Олійник виявився єдиним з учасників російсько-українських газових взаємозаліків, хто був засуджений», «Георгій Олійник спочатку отримав три роки колонії, потім вирок скасували, і він був реабілітований. Проте пізніше за іншим звинуваченням засуджений на п'ять років, позбавлений звання і нагород».

### 2000—2005 роки
В Росії, Головна військова прокуратура Росії почала розслідувати «справу ЄЕСУ і Міноборони» в березні 2000 року; в 2001 році були відкриті справи по семи чиновникам Росії та справа щодо Ю. Тимошенко:

1) Генерал-полковник Олійник та його підлеглі в фінансовому главку Міноборони: головбух главку генерал-майор Євген Дацко (відразу ж подав рапорт про звільнення у запас); начальники управлінь главку генерал-майори Леонід Герасименко та Анатолій Воробйов. Однак, вони не були засуджені, а справи стосовно них незабаром були закриті.

2) Два підполковника з ЦУМР (Центрального управління матеріальних ресурсів і зовнішньоекономічних зв'язків Міноборони РФ) Олександр Ізгагін і Борис Чурилов. Вони були виправдані судом в 2003 році.

3) Перший заступник міністра фінансів РФ А. Вавілов. Справа по ньому була закрита в перших числах грудня 2001 року (тобто за тиждень до передачі в суд справи Олійника).

4) Справа щодо Ю. Тимошенко була закрита в Росії в грудні 2005 року з формулюванням «у зв'язку із закінченням терміну давності».
В Україні в тому ж 2001 році — справи були відкриті проти Тимошенко, її чоловіка Олександра Тимошенко, та декількох керівників ЄЕСУ (в Україні справи закриті: в січні 2005 — генпрокурором, в листопаді 2005 року всі справи закриті Верховним судом України).

### Період з липня 2011 року
Після 2005 року, в Росії інтерес до вказаних справ згас. Проте в Україні з літа 2011 року генпрокуратура знову відкрила кримінальну справу щодо «договорів ЄЕСУ і Міноборони Росії» за фактом боргів ЄЕСУ перед Міноборони Росії; а 12 жовтня 2011 року, ця ж справа була відкрита вже особисто проти Ю. Тимошенко — це була сьома кримінальна справа проти екс-прем'єр-міністра Ю. Тимошенко, яка була відкрита за півтора року правління президента Януковича.
На початку листопада 2011 генпрокуратура України оголосила, що за договорами «ЄЕСУ і Міноборони» проти Тимошенко за жовтень відкрито чотири кримінальні справи; також генпрокуратура України оголосила, що має намір відкрити кримінальні справи (за цими ж договорами «ЄЕСУ і Міноборони») проти свекра Тимошенко (75-річного Геннадія Тимошенко), а також проти співробітників ЄЕСУ.

## Справа Олійника

### Біографічні відомості про Георгія Олійника
Георгій Семенович Олійник (нар. у 1944 році) — колишній генерал-полковник, головний фінансист Міноборони Росії в 1996—2001 роках. 29 квітня 2002 був засуджений (за перевищення посадових повноважень) у «справі ЄЕСУ і Міноборони», але через три місяці амністований, в 2003 році реабілітований Президією Верховного суду Росії «у зв'язку з відсутністю складу злочину».
Однак, в тому ж 2003 році Олійник був засуджений у справі про продаж «облігацій валютної позики» (справа не пов'язано з ЄЕСУ); по вказаній справі позбавлений всіх звань і нагород, відбув в ув'язненні три роки, не реабілітований.

### Дві кримінальні справи Георгія Олійника
Георгій Олійник був засуджений за двома кримінальними справами (в 2002—2003 роках): 

1) По «справі ЄЕСУ» Олійник був засуджений 29.4.2002 «за перевищення посадових повноважень», але 16.8.2002 був амністований, а 26.11.2003 був повністю реабілітований у даній справі рішенням Президії Верховного суду РФ «у зв'язку з відсутністю складу злочину». Таким чином, Олійник перебував під арештом у «справі ЄЕСУ» три з половиною місяці.

2) У 2003 році генерал Олійник був засуджений по «справі про переуступку валютних облігацій „Воєнбанку“» (що ніяк не пов'язано з Тимошенко і ЄЕСУ) за звинуваченням в «перевищення посадових повноважень»; і знаходився в ув'язненні три роки (2002—2005), звільнений достроково.
Після літа 2005 року — Олійник більше не притягувався до кримінальної відповідальності.

#### Справа щодо «облігацій валютної позики»
1 серпня 2002 Георгію Олійнику було пред'явлено звинувачення в перевищенні посадових повноважень при продажу «облігацій внутрішньої валютної позики» в 1998 році.
24 липня 2003 Московським гарнізонним військовим судом генерал-полковник Георгій Олійник був засуджений: 
 — До п'яти років позбавлення волі (у колонії загального режиму) за «перевищення посадових повноважень» при продажу за заниженою ціною державних облігацій «внутрішньої валютної позики» в 1998 році «Воєнбанку» (облігації знаходилися в довірчому управлінні у Міноборони), чим завдав державі збитків в 60 млн доларів;
 — Також позбавлений військового звання, почесних звань і державних нагород, а також права займати державні посади протягом трьох років. Цивільний позов Міноборони на стягнення з Олійника 60 млн. 397 тис. дол і 344 млн руб. суд не задовольнив.
Генерал-полковник Олійник провину не визнав, у останньому слові він сказав, що, передавав «облігації валютної позики» Воєнбанку, за дорученням міністра оборони Ігоря Сергєєва, який рятував Воєнбанк від фінансового краху (на рахунках банку зберігалися значні кошти військового відомства). Колишній міністр оборони Ігор Сергєєв, в показаннях свідків у суді, визнав, що приймав рішення про санацію банку, але «в деталі не вникав».
19 липня 2005, Георгій Олійник був достроково звільнений з колонії. У даній справі пробув в ув'язненні три роки.

## Три договора Міноборони Росії і ЄЕСУ, про поставки будматеріалів з України

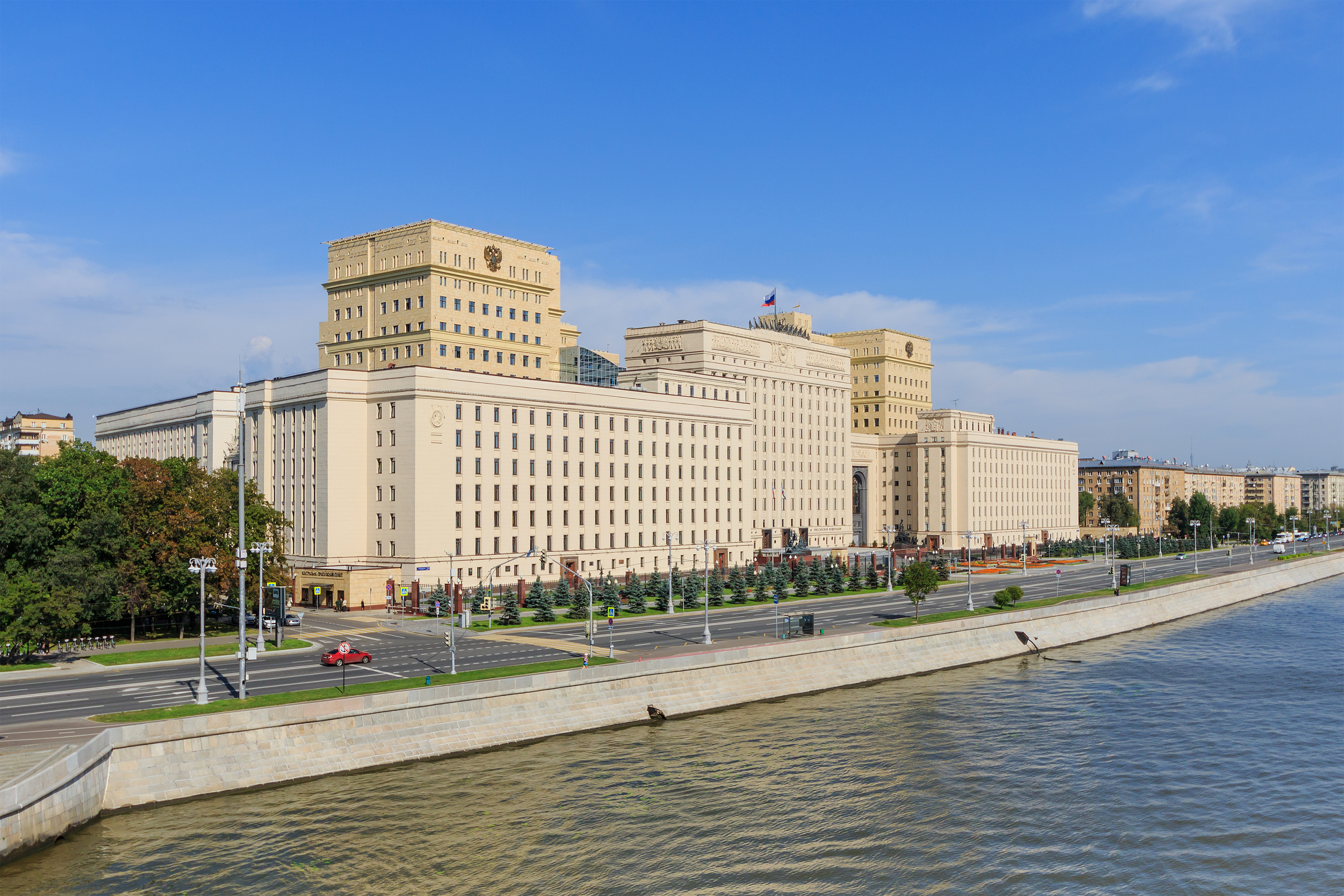
Будинок Міністерства Оборони Росії

### Три договора
Всього в 1996—1997 роках, існувало три договору Міноборони Росії з ЄЕСУ на постачання будматеріалів, всі договори підписувалися без участі Олійника. Він лише підписав одну платіжку (підпис під другою платіжкою начебто не Олійника) про йерерахування грошей по другому й третьому договорам (на момент підписання фатальної «платіжки за другим договором» Олійник пропрацював на посаді керівника главку лише один місяць): 

1) Перший договір Ю. Тимошенко (ЄЕСУ) уклала з міністром оборони РФ Грачовим (у травні 1996 року), сума договору була 300 млн дол. Це відбувалося ще до призначення Олійника на посаду головного фінансиста Міноборони. Всі будматеріали, як сказав Олійник, були поставлені в повному обсязі: «Поставили, хоча в терміни не вклалися. І все одно, завдяки цим поставкам, Міністерству оборони вдалося вижити. Відремонтували казарми, шпиталі, тепломережі — коли б ще держава почала давати гроші! Загалом, перезимували».

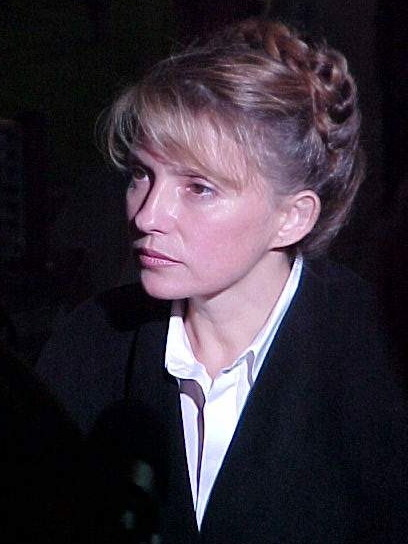
Ю. В. Тимошенко, 2002 рік
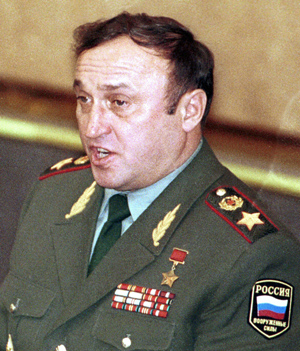
П. С. Грачов, міністр оборони Росії з 18.5.1992 по 17.6.1996.
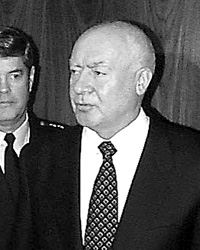
І. М. Родіонов, міністр оборони Росії з 17.7.1996 по 23.5.1997.

2) Другий і третій договори (на 250 і 200 млн дол; 28.11.1996 і 3.3.1997) були підписані в часи міністра оборони Ігоря Родіонова, і активну участь в оформленні договору брав перший заступник міністра фінансів Андрій Вавілов. За двома цими договорами було поставлено будматеріалів на суму 123 млн дол.; Але з середини 1998 року — уряд України, за словами Олійника, заборонив ЄЕСУ постачати матеріали в Росію, відібравши в ЄЕСУ «ліцензію на зовнішньоекономічні операції».

### Другий та третій договори (на 250 і 200млн дол.)
У 1996 році Україна мала значні борги за газ перед Росією (близько 450 млн дол.), і прем'єр-міністр України Лазаренко запропонував погасити ці борги будматеріалами. З керівництвом російського уряду, була погоджена схема розрахунків — всі розрахунки були здійснені протягом одного банківського дня, і гроші не покидали межі Росії і одного банку (це важливо підкреслити, поскільки в пресі постійно існували спекуляції, що «з Росії було уведено за кордон 450 млн дол.»): 
 — «Газпром» отримав від двох російських банків 450 мільйонів доларів кредиту. З цих сум він погасив свій борг перед держ. бюджетом. З держ. бюджету гроші були перераховані в Міноборони. Міноборони зробила передоплату за будівельні матеріали компанії «United Energy International Ltd.», яка є співзасновником і агентом ЄЕСУ. «United Energy International Ltd.» негайно перерахувала гроші в адрес Газпрому, погасивши борг України за природний газ. Газпром повернув банківський кредит, взятий на один день. Вся операція зайняла один банківський день.

### Причини зриву другого та третього договору
Георгій Олійник розповідав у квітні 2002 року (кореспонденту газети «Московський комсомолець»):
- «Спочатку „ЄЕС України“ свої зобов'язання почало виконувати. Було поставлено майна приблизно на 123 мільйони, але раптом президент (Єльцин) вводить ПДВ на всі товари з України: двадцять відсотків. Відповідно, ціна будматеріалів зростає. Це тим більше дивно, що керівник Державної податкової служби Артюхов був у числі тих, хто підписував угоду. Тільки-тільки відбилися від ПДВ (ПДВ скасували) — нова напасть : український уряд відбирає у „ЄЕС Україна“ право на зовнішньоекономічну діяльність, а це означає, що нічого більше постачати вони нам не можуть».[15]

Ця заборона для ЄЕСУ на зовнішньоекономічну діяльність, сталася в середині 1998 року — тобто «уряд України (президент Кучма)» фактично заборонив ЄЕСУ постачати матеріали до Росії з середини 1998 року. Після зупинки поставок, Міноборони Росії (в тому числі фінансовий главк Олійника) направили безліч письмових звернень у всі інстанції, зверталися до прем'єр-міністра, президента, до українського уряду: марно.

### Особи, які підписали договори на 250 і 200млн дол.
Проведення вказаних взаємозаліків було оформлено двома Договорами. Генерал-полковник Олійник у відкритому листі у «Незалежну газету» від 13.1.2001 (яке він просив «опублікувати без купюр») писав, що «Договір між ЄЕСУ і Газпромом» був укладений 29.12.1995 року (на підставі міжурядової угоди від 18.2.1994). У рамках цього договору, Мінфін Росії ухвалив рішення про постачання матеріально-технічних цінностей з України, як бартерної оплати за газ — Мінфін Росії видав наказ № 247 від 30.4.1996 року, на підставі цього наказу: 
 — 28 листопада 1996 року було підписано першу угоду (на 250 млн дол.).
 — 3 березня 1997 року було підписано друга угода (на 200 млн дол.).
На кожному з цих договорів стояли сім підписів і сім печаток, тому Олійник називав його «семисторонньою угодою»: 

1) Від «Газпрому» підписували: і. о. голови РАС «Газпром» Шеремет; вдруге — голова «Газпрому» Рем Вяхірєв.

2) Міністр Міноборони Росії І. М. Родіонов. На другій угоді «печатка Міноборони різко відрізняється від справжньої», підпис міністра Родіонова під другою угодою теж не схожа на справжню (Родіонов не пам'ятає, щоб він візував цей документ).

3) Перший заступник міністра фінансів Росії А. П. Вавілов.

4) Від «Державної податкової служби» підписали: керівник Державної податкової служби (у ранзі заступника Голови Уряду Російської Федерації) Артюхов Віталій Григорович; вдруге — перший заступник керівника Державної податкової служби Павлов.

5) Президент корпорації ЄЕСУ Ю. В. Тимошенко.

6) Від банку-кредитора: перший заступник голови правління «Національного резервного банку» Ю. А. Кудімов; вдруге — старший віце-президент банку банку «Імперіал» В. М. Столяренко.

7) Керуючий англійської компанії «United Energy Ltd.» Ш. Е. Аксой.
Відповідно до цих угод цільові кошти, виділені казначейством Росії, були перераховані двома платежами за призначенням. За підписання цих платіжок й судили Олійника (треба зазначити, що судова експертиза встановила, що «підпис Оліника» під другою платіжкою відрізняється від підпису Олійником, ймовірно є підробним).

## Хронологія розслідування «справи ЄЕСУ і Міноборони» щодо Олійника

### Перша перевірка в 1998 році. Порушення кримінальної справи у 2000 році
Ще в 1998 році «Головна військова прокуратура Росії» проводила перевірку щодо «договорів з ЄЕСУ»; в тому ж році проходила ревізія «фінінспекціі Міноборони Росії» (фінінспекцію очолював генерал-лейтенант Карімов) — порушень не виявили. Однак у березні 2000 року Головна військова прокуратура порушила кримінальну справу за фактом порушень при постачанні будматеріалів за Договором з ЄЕСУ.

### Розслідування та суд у «справі ЄЕСУ та Олійника», 2000—2002
У рамках «справи ЄЕСУ» генерал-полковнику Олійнику було пред'явлено звинувачення за статтею 286, частина 3, пункт «в» Кримінального кодексу Росії (перевищення посадових повноважень із заподіянням тяжких наслідків). Слід підкреслити, прокуратура ніколи не звинувачувала Олійника у «отриманні хабарів».
28 листопада 2000, його запросили на допит в прокуратуру; взяли підписку про невиїзд, і в той же день провели обшуки в кабінеті, вдома, на дачі… Олійник підкреслив, що слідчі були здивовані, коли побачили його «генеральську дачу» — одноповерховий сарай вісім на десять, ділянка — шість соток. 29 грудня 2000, президент Путін видав Указ про тимчасове відсторонення Георгія Олійника з посади, до закінчення розслідування.
Лише через рік (10.12.2001) «Головна військова прокуратура РФ» завершила розслідування справи і направила його до суду. Інформагентства повідомили, що Георгій Олійник, нібито з власної ініціативи, перерахував 450 млн дол. в Україну на рахунки англійської компанії «United Energy International Ltd.» як платню за будматеріали, але «ніяких поставок здійснено не було».
12 березня 2002, Московський гарнізонний військовий суд почав розгляд справи Олійника. 24 квітня 2002 року, Олійник виступив у суді з останнім словом. Він не визнав провини, і зажадав, щоб його справу повернули на дослідування. Він заявив, що:
- При підписанні документів був «простим стрілочником».[20] Олійник підкреслив, що підписав платіжні документи на переказ грошей, виконуючи угоди, підписані вищими посадовими особами. «На тому етапі, я не вважав підписані угоди незаконними, у мене не було на це підстав, я розцінював їх як ще один етап погашення „заборгованості України за російський газ“».[20]
- Олійник підкреслив, що вважає необґрунтованим — звинувачення в порушенні законодавства про валютні операції, оскільки «жодного вивезення капіталу з країни не було, всі операції були проведені протягом одного дня в одному банку, з якого гроші навіть не виходили, тому мова про отримання ліцензії від Центробанку не йшла».[20]
- Також Олійник піддав сумніву рішення Генпрокуратури про припинення кримінальної справи стосовно заступника міністра фінансів Росії Андрія Вавілова, нагадавши, що сам він змушений був підписати розпорядження про перерахування грошей лише після дзвінка від Вавілова, який «прямо заявив про можливі негативні наслідки для мене».[20]

Держобвинувач заявив, що збитки від операції склали 327 млн дол. У відповідь, Олійник нагадав, що «Арбітражний суд Москви» задовольнив позови «Головної військової прокуратури» про стягнення цих сум з української сторони. Держобвинувач вимагав засудити генерал-полковника Георгія Олійника до чотирьох з половиною років позбавлення волі з позбавленням військового звання і позбавленням права протягом ще трьох років обіймати керівні посади на державній службі.
На суді «головний військовий прокурор» запропонував перекваліфікувати звинувачення Олійнику на «халатність», щоб відразу ж його амністувати, але Генеральна прокуратура (відповідь підписав Юрій Бірюков) відповіла відмовою.
Під час суду по «справі ЄЕСУ і Міноборони» — майже всі свідки говорили про непричетність Олійника, а ініціатором «угоди про постачання будматеріалів» називали Вавілова. Також експертиза встановила, що: 
 — На одній з двох платіжок — підпис генерала Олійника підроблений (а судили Олійника саме за «підписи на двох платіжках»).
 — Також підробленим виявився підпис Л. Куделіної (колишнього начальника оборонного департаменту Мінфіну).
 — На другому Договорі — «печатка Міноборони різко відрізняється від справжньої»; підпис міністра Родіонова під другим Договором теж не схожий на справжній (Родіонов не пам'ятає, щоб він візував цей документ).
29 квітня 2002, генерал-полковника Олійника засудили до трьох років позбавлення волі, до позбавлення військового звання і можливості займати державні посади після звільнення протягом трьох років. Його взяли під варту в залі суду. Адвокат Олійника Ада Яковлєва заявила, що оскаржить вирок в «Московському окружному військовому суді», в судах Росії, а також, якщо знадобиться, «навіть за кордоном».